# 大阪快運號
大阪快運號（英語：Osaka Express）為現代重工為赫伯羅特建造的貨櫃船，全長335.47米（1,100英尺7英寸），寬42.94米（140英尺11英寸），吃水14.61米（47英尺11英寸），其容量為8606 TEU，註冊於德國，於2006年9月21日動工，2006年12月8日完工，2007年2月8日交付並投入服務。

#### 科伦坡快运级货柜船
- Kyoto Express

## 外部連結
- Hapag-Lloyd （页面存档备份，存于）

- . www.hapag-lloyd.com.   [2009-12-17]. （原始内容存档于2014-08-01）.